# Roser Bach i Fabregó
Roser Bach i Fabregó (Barcelona, agosto de 1964) es una juez española. Desde el 4 de diciembre de 2013 ocupa el cargo de vocal del Consejo General del Poder Judicial de España.
Ingresó en la carrera judicial el año 1989, sirviendo en los Juzgados de Primera Instancia y Instrucción de Gavá y Sant Feliu de Llobregat. Ascendió a Magistrada el año 1992, ejerciendo sus funciones en los Juzgados de Vigilancia Penitenciaria de Lérida y Hospitalet de Llobregat, y es Magistrada de la Audiencia Provincial de Barcelona. Desde el año 2005 fue Coordinadora del Programa para la preparación de opositores a juez, fiscal y secretario judicial en el Centro de Estudios Jurídicos y Formación Especializada (CEFJE), y el año 2009 ocupó el cargo de Directora de este centro. El 6 de julio de 2011 fue nombrada directora de la Escuela Judicial Española y desde el 4 de diciembre de 2013 ocupa el cargo de vocal del Consejo General del Poder Judicial.
Está casada con Germà Gordó, exconsejero del Departamento de Justicia de la Generalidad de Cataluña, investigado por el Tribunal Superior de Justicia de Cataluña por tráfico de influencias, soborno y malversación de fondos públicos en el marco del caso 3%.